# Кармініт

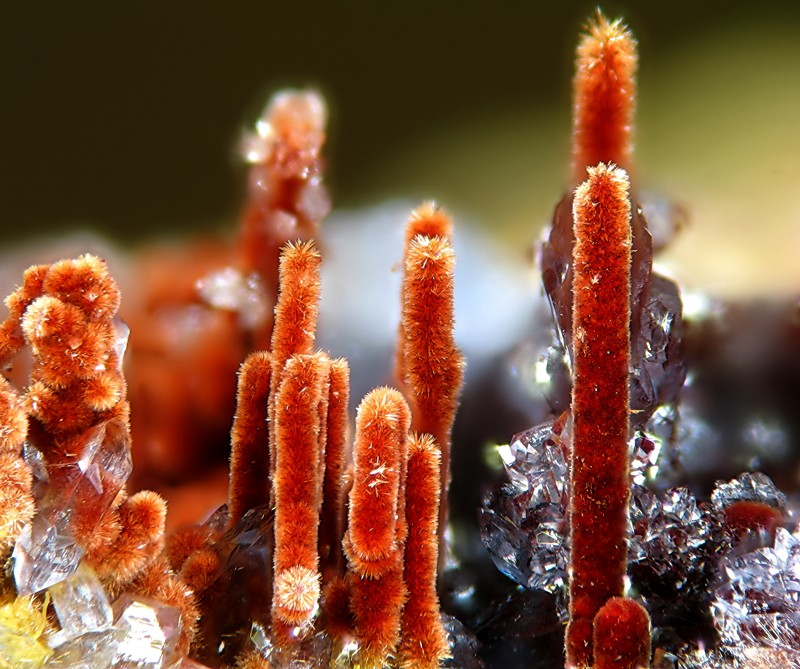
Кармініт з шахт Alto das Quelhas do Gestoso, Gestoso, Manhouce, Сан-Педру-ду-Сол, Португалія. Ширина зображення 8 мм.

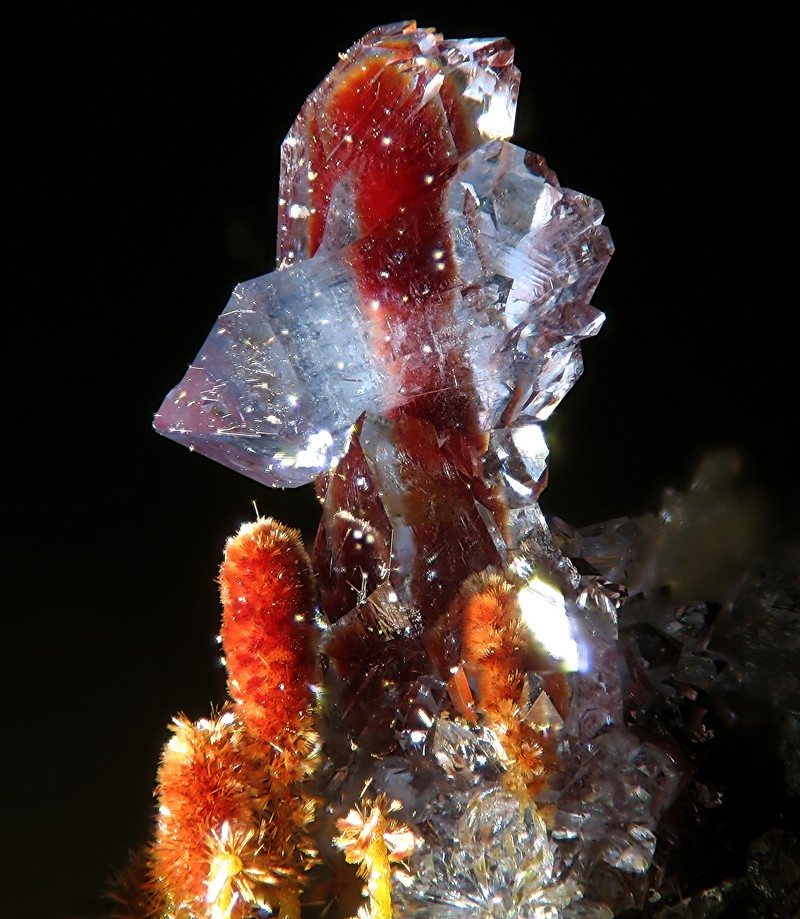
Сині кристали скородиту на червоно-коричневому кармініті з шахт Alto das Quelhas do Gestoso, Gestoso, Manhouce, Сан-Педру-ду-Сол, Португалія. Ширина зображення 3 мм.

Кармініт (PbFe3+2(AsO4)2(OH)2) — безводний мінерал, арсенат, що містить гідроксил. Це рідкісний вторинний мінерал, структурно споріднений з палермоїтом (Li2SrAl4(PO4)4(OH)4). Сьювардит (CaFe3+2(AsO4)2(OH)2) є аналогом кармініту, з кальцієм у сьювардиті замість свинцю в кармініті. Мобіїт — диморф (така ж формула, інша структура) кармініту; мобіїт моноклінний, а кармініт орторомбічний. Він був відкритий у 1850 році і названий на честь характерного кармінового кольору.

## Структура
Кармініт належить до орторомбічного кристалічного класу (2/m 2/m 2/m) і має просторову групу C ccm або C cc2. Структура складається з пов'язаних октаедрів заліза, оточених киснем і гідроксилом, які розташовані паралельно осі c. Вони з'єднані між собою в напрямку осі а арсенатними тетраедрами (арсен в оточенні 4 атомів кисню). Координація навколо атомів свинцю восьмикратна. Ребра елементарної комірки мають довжини a = 16,59 Å, b = 7,58 Å і c = 12,295 Å. У кожній елементарній комірці 8 формульних одиниць (Z = 8).

## Вигляд
Було знайдено кристали до 2 см завдовжки, хоча більшість із них менші. Зазвичай вони мають форму лопатей, витягнуті вздовж осі с і сплющені перпендикулярно осі b. Вони також зустрічаються у вигляді голчастих кристалів, у вигляді сферичних або пучкових агрегатів і у вигляді волокнистих або друзових мас. Кристали мають характерний карміново-червоний колір, звідки і назва, і вони також червоні в прохідному світлі. Вони напівпрозорі зі склоподібним блиском і червонувато-жовтою рисою.

## Фізичні властивості
Кармініт досить м'який, з твердістю за Моосом 3,5, між кальцитом і флюоритом. Через вміст свинцю він важкий, з питомою вагою 5,03 — 5,18, хоча зразки з Мапімі менш щільні — 4,10. Молярна маса 639,87 г. Спайність чітка в одному напрямку, паралельному осі c. Мінерал повільно розчинний у соляній кислоті (HCl) з виділенням плюмбум(ІІ) хлориду (PbCl2) і повністю розчинний у азотній кислоті (HNO3). Кармініт не є радіоактивним, п'єзоелектричний ефект не виявлено.

## Прояви
Кармінт утворюється як рідкісний продукт зміни арсенопіриту (FeAsS) в окислених зонах деяких свинцевих родовищ. Поширеними асоційованими мінералами є вульфеніт, скородит, плюмбоярозит, міметезит, дуссертит, церусит, бедантит, байльдоніт, арсеніт та англезит.
Типовою місцевістю є копальня Луїзи, Бюрденбах, Альтенкірхен, район Від-Ірон-Шпат, Вестервальд, Рейнланд-Пфальц, Німеччина, де він пов'язаний з бедантитом. У копальні Hingston Down Consols у Корнуоллі, Англія, кармініт зустрічається зі скородитом, міметезитом і фармакосидеритом.
Руди копальні Ojuela, Мексика, є родовищами заміщення у вапняках і складаються з галеніту, сфалериту, піриту та арсенопіриту в матриці з кварцу, доломіту та флюориту. Арсенопірит поширений у великій кількості. На відвалі біля північного стовбура виявлено блоки масивного скородиту, що містять прожилки і кишені арсеніт-сидериту, а також невеликі ділянки дуссертиту і кармініту. Кармініт також зустрічається у вигляді мас, змішаних з церуситом, англезитом і плюмбоярозитом. Він майже завжди тісно асоційований з арсеніт-сидеритом і дуссертитом.